# Paratrophis microphylla
Paratrophis microphylla (Engels: small-leaved milk tree, Maori: tūrepo) is een  plantensoort uit de moerbeifamilie (Moraceae). Het is een bossige struik die uit kan groeien tot een boom van 12 meter hoogte. De boom heeft kleine ovale bladeren die wat betreft de vorm doen denken aan een viool. De bladrand is licht getand. De bloemen zijn klein en groeien aan een korte stel. Hieruit groeien rode besachtige vruchten.
De soort komt voor in Nieuw-Zeeland. Hij groeit in gebieden met laaglandbos.  

## Synoniemen
- Epicarpurus microphyllus Raoul
- Paratrophis heterophylla Blume
- Paratrophis opaca Druce
- Streblus heterophyllus (Blume) Corner
- Taxotrophis microphylla (Raoul) F.Muell.

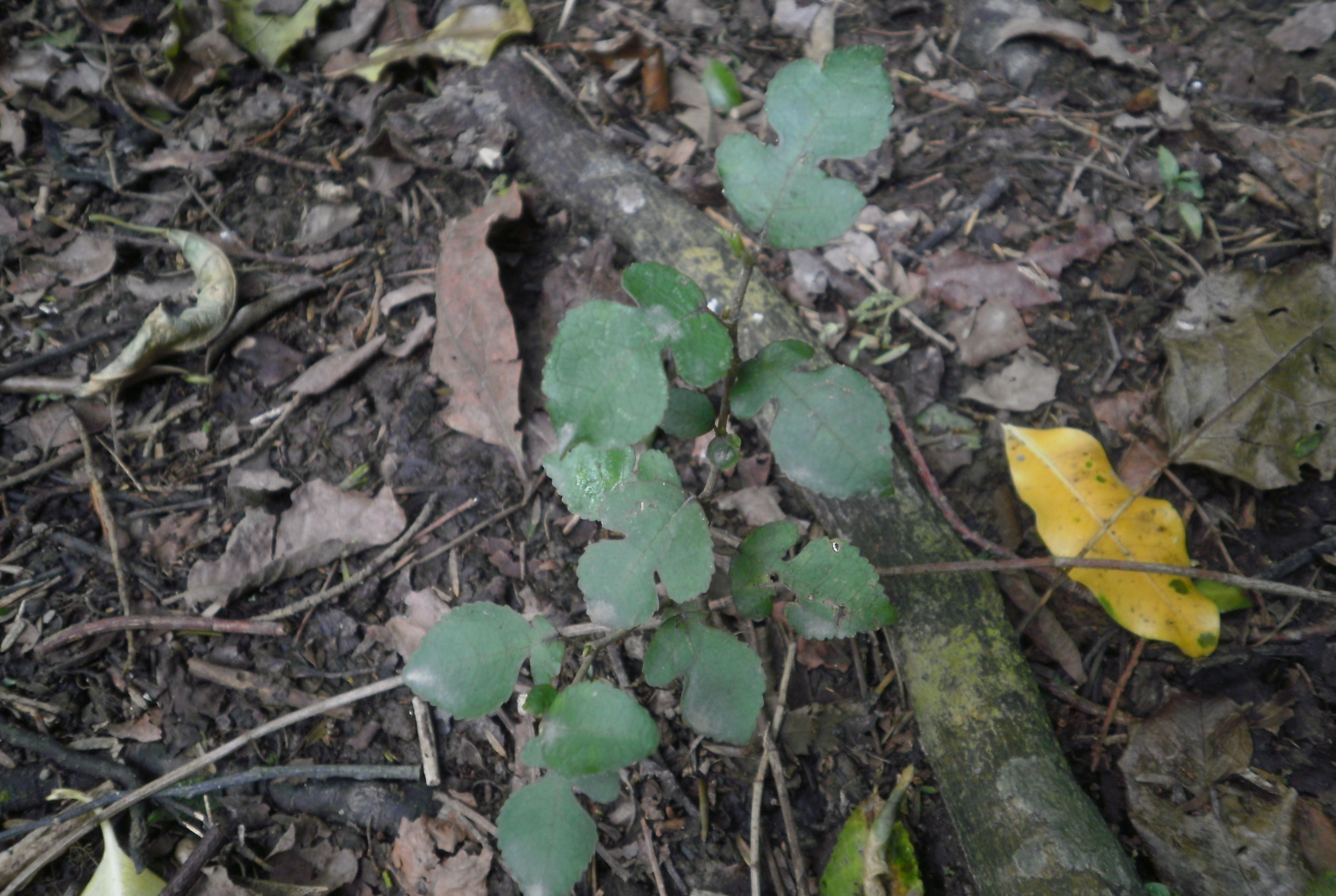
Vorm van de bladeren doet denken aan een viool

- Trophis opaca Banks & Sol. ex Hook.f.